# Gourmaelon di Bretagna
Gourmaelon (... – dopo il 913) fu conte di Cornovaglia, dall'inizio del X secolo fino alla sua morte e re di Bretagna, dal 907 al 913.

## Origine
Di Gourmaelon non si conoscono gli ascendenti.

## Biografia
Di Gourmaelon non si hanno molte notizie: sembra che dopo la morte di Alano il Grande, il potere in Bretagna fu suddiviso tra Gourmaelon, conte di Cornovaglia, che viene considerato l'ultimo sovrano di Bretagna (come risulta dal documento n° CCLXXIX, del 27 novembre 910, del Cartulaire de l'abbaye de Redon en Bretagne, in cui viene definito Gurmhailon regnante Britanniam) prima della conquista del regno (919) da parte dei Normanni, il conte di Poher, Mathuedoï, cognato di Alano il Grande, ed il conte di Vannes, Rodaldo, figlio primogenito di Alano il Grande.
Il potere di Gourmaelon sulla Bretagna non ebbe lunga durata, in quanto nel documento n° CCLXXVI, del 25 ottobre 913, sempre del Cartulaire de l'abbaye de Redon en Bretagne viene definito come colui che era stato re di Bretagna Gurmahilon comitem, qui tunc monarchiam Britanniae regebat, lo controfirmò, come testimone, col solo titolo di conte (conte di Cornovaglia).
Gourmaelon, nel documento n° XXIV, datato 954 circa, del Cartulaire de l'abbaye de Landevennec viene citato come (precedente) conte di Cornovaglia (Francia) (Uurmaelon comes Cornubiæ).
La morte di Gourmaelon potrebbe essere datata in quello stesso 913, in quanto in un documento, il manoscritto 476 della biblioteca di Angers, noto come Anecdota novissima è scritto: « Anno DCCCCXIII Guuormaelon oc[cissus est] ».
Comunque dopo la morte di Gourmaelon, per circa 25 anni, anche per l'intervento dei Normanni, in Bretagna il potere fu diviso tra le varie contee e solo dopo il rientro dall'esilio di Alano II Barbatorta, il potere unico fu ricostituito sotto forma di ducato di Bretagna.

## Discendenza
Dalla moglie, di cui non si conoscono né il nome né gli ascendenti Gourmaelon ebbe un figlio:
- Daniele, morto dopo il 25 ottobre 913, data in cui viene citato nel documento n° CCLXXVI, del 25 ottobre 913, sempre del Cartulaire de l'abbaye de Redon en Bretagne, che controfirma come figlio di Gourmaelon (Deniel filius eius)[4].

### Fonti primarie
- (LA) Cartulaire de l'abbaye de Redon en Bretagne, su gallica.bnf.fr. URL consultato il 7 dicembre 2021.
- (LA)  Cartulaire de l'abbaye de Landevennec.
- (LA)  Flodoardi Annales, pars I (877-944).

### Letteratura storiografica
- René Poupardin, I regni carolingi (840-918), cap. XIX, vol. II (L'espansione islamica e la nascita dell'Europa feudale) della Storia del Mondo Medievale, pp. 582–634.
- Louis Halphen, Francia: gli ultimi carolingi e l'ascesa di Ugo Capeto (888-987), cap. XX, vol. II (L'espansione islamica e la nascita dell'Europa feudale) della Storia del Mondo Medievale, pp. 636–661.